# ツユクサ
ツユクサ（露草・鴨跖草、学名: Commelina communis）は、ツユクサ科ツユクサ属の一年生植物。日本を含む東アジア原産で、畑の隅や道端で見かけることの多い雑草である。鮮やかな青色の花は朝に咲き、昼にはしぼむ。他のツユクサ属の植物と同様、雄しべは6本あり、上側の3本、下側中央の1本、下側左右の2本で形態が異なる。
日本では古くから知られ、万葉集にも登場する。紫色の花弁を持つウスイロツユクサなどの変種・品種が知られる。紫色の花弁が3枚のムラサキツユクサや、白い花弁のトキワツユクサはムラサキツユクサ属である。

## 和名
朝咲いた花が昼しぼむことが朝露を連想させることから「露草」と名付けられたという説がある。英名の Dayflower も「その日のうちにしぼむ花」という意味を持つ。また「鴨跖草（つゆくさ、おうせきそう）」の字があてられることもある。ツユクサは古くは「つきくさ」と呼ばれており、上述した説以外に、この「つきくさ」が転じてツユクサになったという説もある。「つきくさ」は月草とも着草とも表され、元々は花弁の青い色が「着」きやすいことから「着き草」と呼ばれていたものと言われているが、『万葉集』などの和歌集では「月草」の表記が多い。
その特徴的な花の形から、ホタルグサ（蛍草）やボウシバナ（帽子花）、花の鮮やかな青色からアオバナ（青花）の別名があり、カマツカ、チンチログサ、ツキクサ、ツケバナ、トンボグサ、メグスリバナ、ハマグリグサなどの地方名でもよばれている。

## 分布と生育環境
自生地は日本全土を含む東アジアで、アメリカ東北部などに帰化している。市街地の空き地や郊外の農耕地、道端、草地、庭の隅、土手、畦などの日当たりのよいところから半日陰まで、群生して見られる。

## 形態・生態
一年生草本。よく分枝して、高さは50センチメートル (cm) 前後になる。茎は地面を這うが、直立することもある。葉は茎に互生し、葉身は先がとがった細長い卵状披針形で、葉の基部は鞘状になって茎を抱く。全体に無毛。花序は2つの蠍型花序からなるが、基部側では蕾が発達しないことが多い。花序には2つ折りの総苞が付き、後縁部は合着しない。
花期は初夏から秋まで（6 - 9月）。茎の先の貝殻のような苞葉に挟まれて、1.5 - 2 cmほどの独特の蝶形の青い花を次々とつける。アサガオなどと同様、早朝に咲いた花は午後には萎む半日花であるが、日陰の花は少し長持ちする。萼片は3枚で白色。花弁は3枚あり、上側の2枚は大きく青色で爪部があるが、下側の1枚は白くてごく小さい。雄しべは6本あり、上側の3本、下側中央の1本、下側左右の2本で形態が異なる。稔性のある花粉を生産するのは左右の2本で、上側の3本は昆虫の訪花を促進させ、下側中央の1本は昆虫の適切なランディングを促進する。雌しべは1本。果実は蒴果で、2室に計4個の種子が発達する。

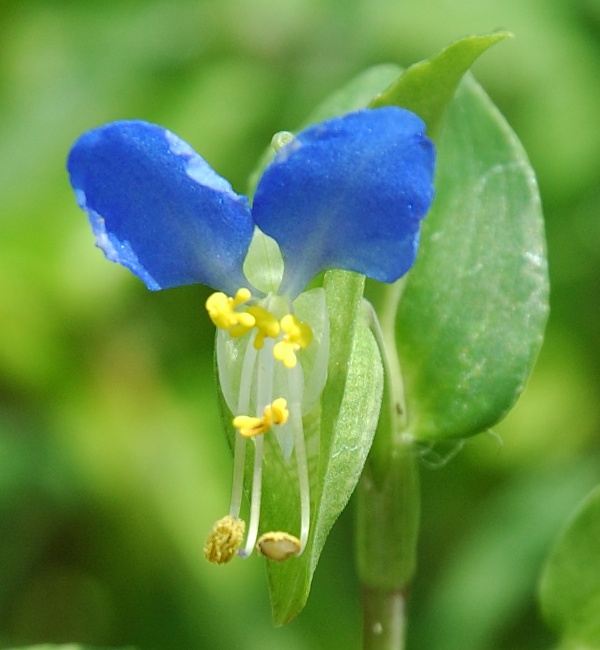
花
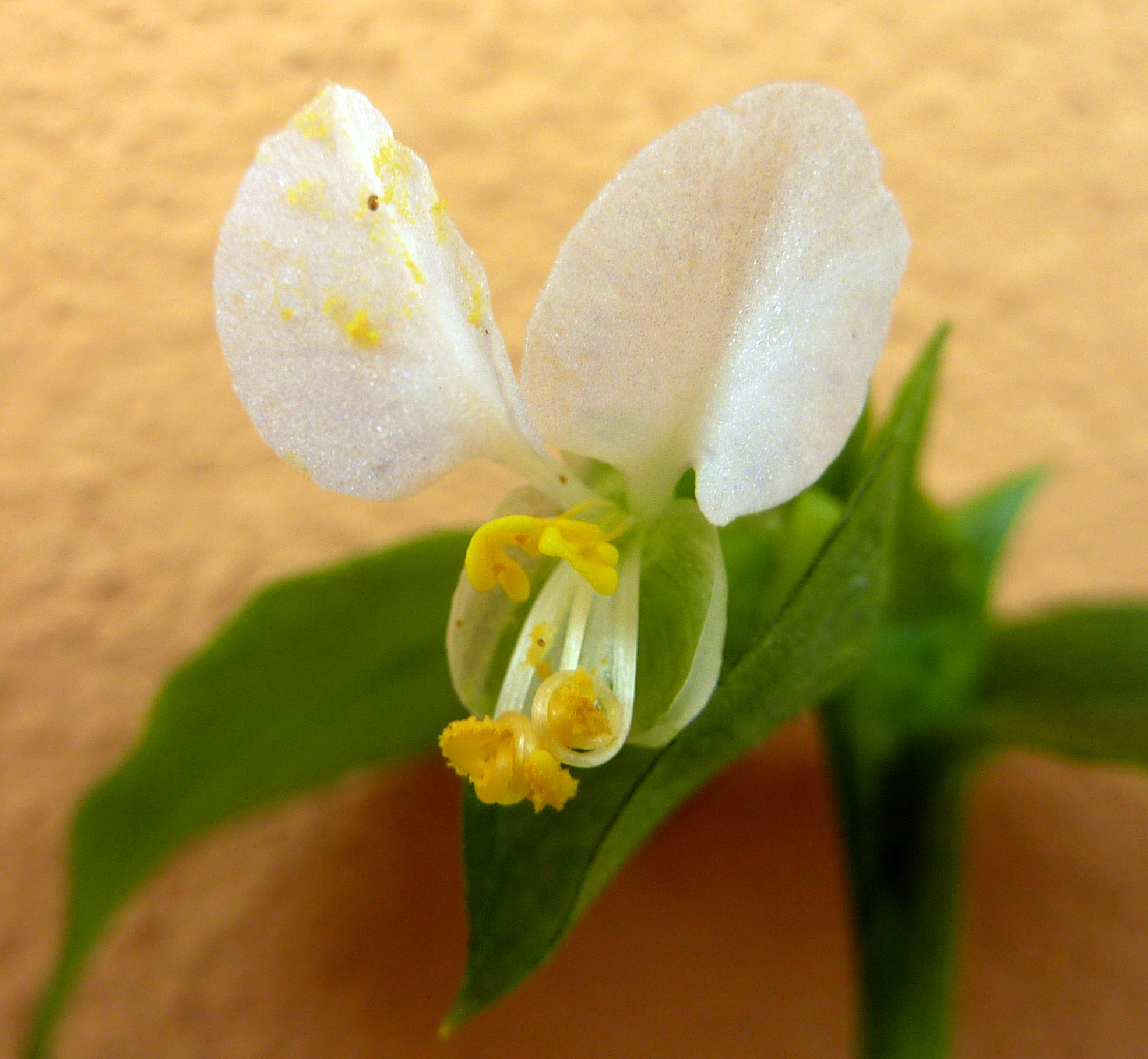
白花
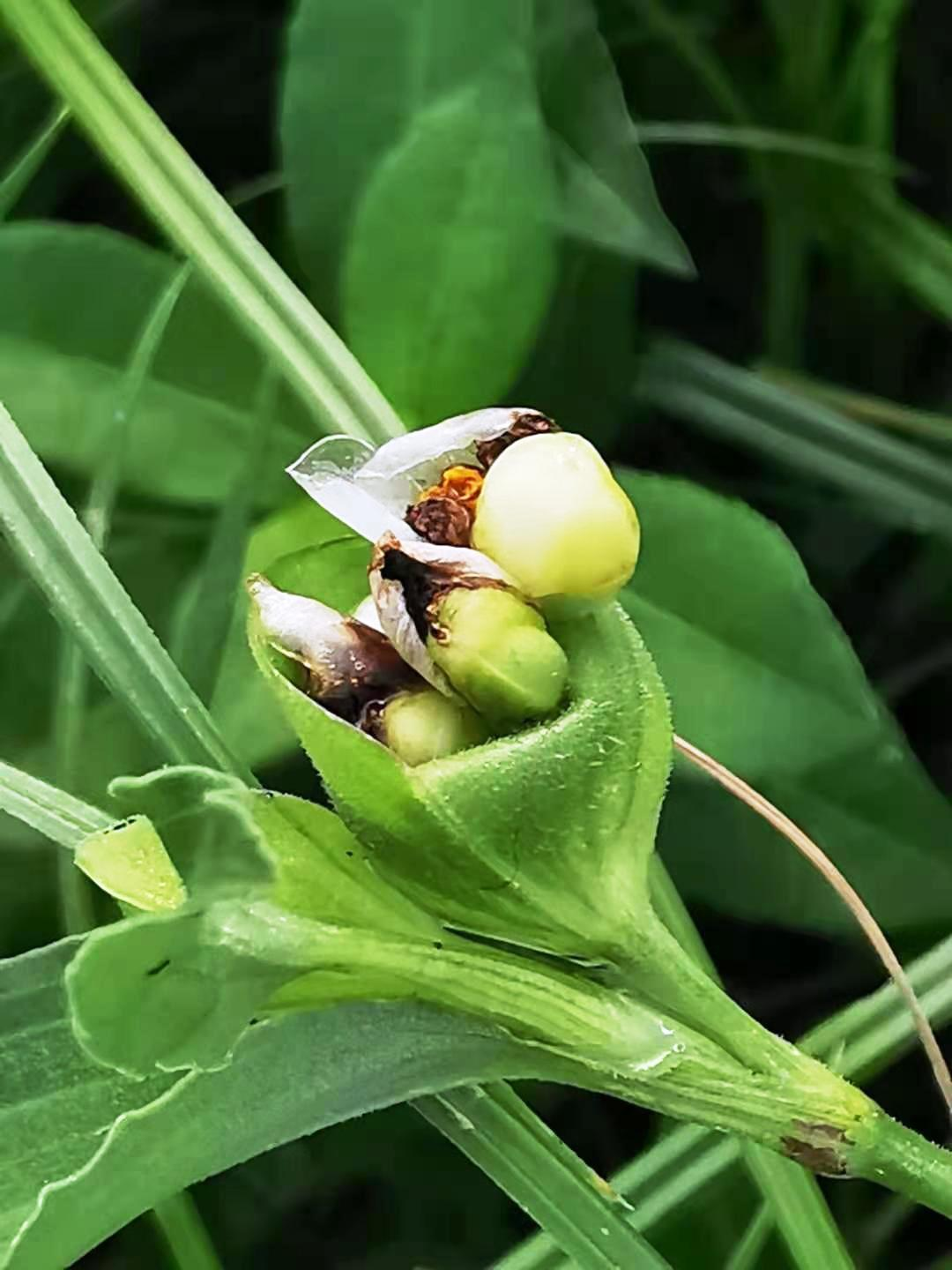
果実
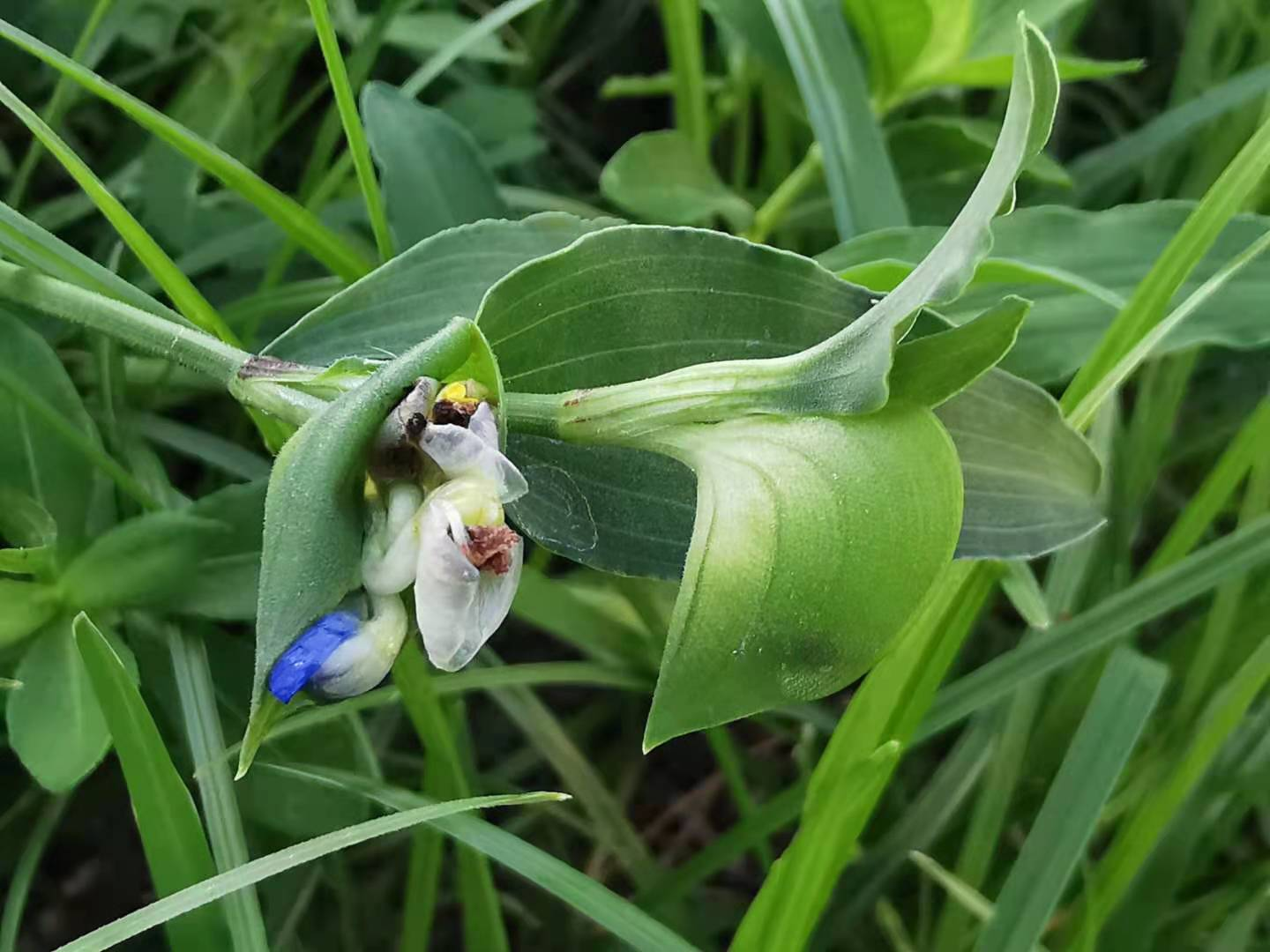
花序と葉

## 近縁種
ツユクサ属は世界に180種ほどがあり、日本では5種が知られ、外来種も知られる。そのうちでシマツユクサとホウライツユクサは九州南部以南の南西諸島に、ナンバンツユクサは南西諸島に見られる。マルバツユクサは本州の関東以西にあり、葉先が丸く、総苞が左右合着して漏斗状になる。また、上記のうち、ツユクサ以外の種はいずれも蒴果が3室発達する。

## 人間との関わり

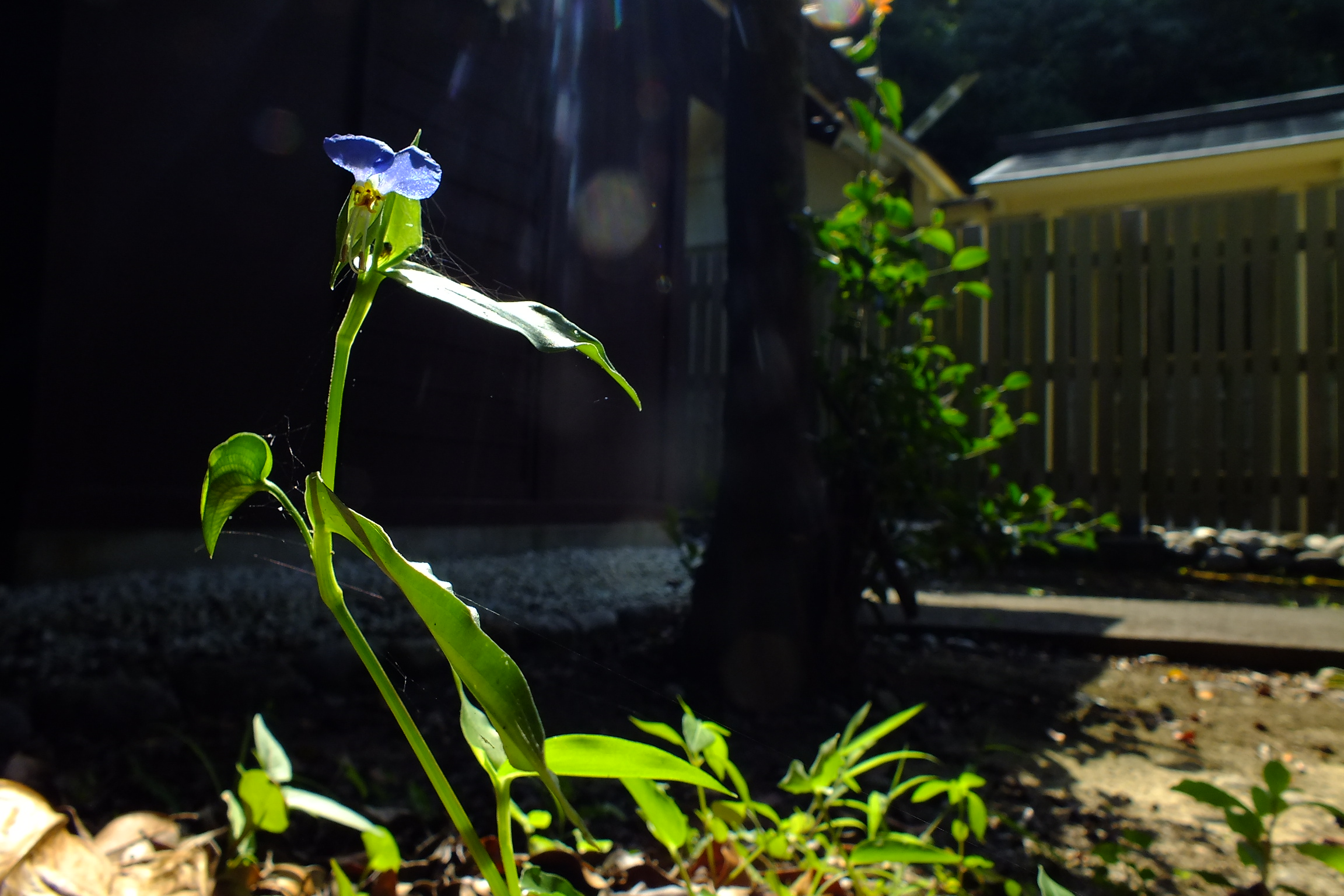
真夏の神社の境内に咲くツユクサ（神島 (三重県)八代神社

花の青い色素であるコンメリニンはアントシアニン系の化合物（金属錯体型アントシアニン）で、着いても容易に退色するという性質を持つ。この性質を利用して、染め物の下絵を描くための絵具として用いられた。ただしツユクサの花は小さいため、この用途には栽培変種である大型のオオボウシバナ（アオバナ）が用いられた。オオボウシバナは観賞用としても栽培されることがある。ツユクサの青い花が観賞用に愛でられ、家のまわりなどに植えたいときは、挿し芽で発根させてから植えつけると根付きやすいという。1996年（平成8年）3月28日発売の390円普通切手の意匠になっている。

### 薬用
花の季節に全草を採って乾燥させたものは鴨跖草（おうせきそう）とよばれる生薬になり、煎じて利尿剤、下痢止め、解熱などに用いる。民間療法では、日干しにした地上部を、のどが痛いときに1日量15グラムをコップ3杯の水で半量になるまで煎じて、うがい薬として利用する方法が知られる。湿疹やかぶれには、2握りほどを布袋に入れて、浴湯料にする。

### 食用
5 - 6月ごろの花をつける前のやわらかい若芽や若葉、あるいは蕾や青い花が食用にもなる。新しく伸びた茎先のやわらかい葉なら、春から秋までのあいだ採取して食べられる。葉・茎ともさっと茹でて水にとって冷まし、おひたし、辛子和えなどの和え物、卵とじ、油炒め、汁の実、酢の物などにする。また生のまま天ぷらやバター炒めにもできる。野草とは思えないほど淡白で、青臭さがなく上品な味わいがあるとも評されている。花は寒天寄せ、おろし和えなどにする。

### ツユクサと文学
『万葉集』には月草・鴨頭草（つきくさ）を詠ったものが9首存在し、古くから日本人に親しまれていた花の一つであると言える。朝咲いた花が昼しぼむことから、儚さの象徴として詠まれたものも多い。
- つき草のうつろいやすく思へかも我（あ）が思（も）ふ人の言（こと）も告げ来（こ）ぬ（巻4 583）
月草之 徒安久 念可母 我念人之 事毛告不来
- つき草に衣（ころも）ぞ染（し）むる君がためしみ色（或 まだらの）ごろもすらむと思（も）ひて（巻7 1255）
月草尓 衣曽染流 君之為 綵色衣 将摺跡念而
- つき草に衣（ころも）色どりすらめどもうつろふ色と言うが苦しさ（巻7 1339）
鴨頭草丹 服色取 摺目伴 移變色登 稱[注 2]之苦沙
- つき草に衣（ころも）はすらむ朝露にぬれての後はうつろひぬとも（巻7 1351）
月草尓 衣者将摺 朝露尓 所沾而後者 徒去友
- 朝露に咲きすさびたるつき草の日くたつ（或 日たくる）なへに消（け）ぬべく思ほゆ（巻10 2281）
朝露尓 咲酢左乾垂 鴨頭草之 日斜共 可消所念
- 朝（あした）咲き夕（ゆうべ）は消（け）ぬるつき草の消（け）ぬべき戀（こひ）も吾（あれ）はするかも（巻10 2291）
朝開 夕者消流 鴨頭草之 可消戀毛 吾者為鴨
- つき草の假（か）れる命にある人を（或 假なる命なる人を）いかに知りてか後もあはむといふ（或 あはむとふ）（巻11 2756）
月草之 借有命 在人乎 何知而鹿 後毛将相云
- うち日さす宮にはあれどつき草の移ろふ心わが思はなくに（巻12 3058）
内日刺 宮庭有跡 鴨頭草乃 移情 吾思名國
- 百（もも）に千（ち）に人はいふともつき草の移ろふこころ吾（われ）持ためやも（巻12 3059）
百尓千尓 人者雖言 月草之 移情 吾将持八方

また、俳句においては、露草、月草、蛍草などの名で、秋の季語とされる。